# شلفلام
شلفلام (به انگلیسی: Shalfalam) یک منطقهٔ مسکونی در پاکستان است که در خیبر پختونخوا واقع شده‌است.